# Nemti, Nógrád
Nemti  este un sat în districtul Bátonyterenye, județul Nógrád, Ungaria, având o populație de 765 de locuitori (2011). 

## Demografie
Componența etnică a satului Nemti
     Maghiari (92,2%)
     Romi (6,45%)
     Necunoscut (0,67%)
     Germani (0,67%)
     Alții (0,67%)
Componența confesională a satului Nemti
     Romano-catolici (56,73%)
     Fără religie (13,73%)
     Atei (1,96%)
     Reformați (1,44%)
     Necunoscută (25,23%)
     Luterani (0,92%)
     Alte religii (0,65%)
Conform recensământului din 2011, satul Nemti avea 765 de locuitori. Din punct de vedere etnic, majoritatea locuitorilor (92,2%) erau maghiari, cu o minoritate de romi (6,45%). Apartenența etnică nu este cunoscută în cazul a 0,67% din locuitori.  Din punct de vedere confesional, majoritatea locuitorilor (56,73%) erau romano-catolici, existând și minorități de persoane fără religie (13,73%), atei (1,96%) și reformați (1,44%). Pentru 25,23% din locuitori nu este cunoscută apartenența confesională.